# Циклическое число (теория групп)
Циклическое число — такое натуральное число n, что n и φ(n) взаимно просты. Здесь φ — функция Эйлера. Эквивалентное определение — число n является циклическим тогда и только тогда, когда любая группа порядка n является циклической . 
Ясно, что любое простое число является циклическим. Все циклические числа свободны от квадратов .
Пусть n = p1 p2 … pk, где pi — различные простые числа, тогда φ(n) = (p1 − 1)(p2 − 1)...(pk – 1). Если ни одно из pi не делит ни одно (pj – 1), то n и φ(n) не имеют общих (простых) делителей, и n является циклическим.
Несколько первые циклических чисел: 1, 2, 3, 5, 7, 11, 13, 15, 17, 19, 23, 29, 31, 33, 35, 37, 41, 43, 47, 51, 53, 59, 61, 65, 67, 69, 71, 73, 77, 79, 83, 85, 87, 89, 91, 95, 97, 101, 103, 107, 109, 113, 115, 119, 123, 127, 131, 133, 137, 139, 141, 143, 145, 149, ... (последовательность A003277 в OEIS).
1. ↑  Carmichael Multiples of Odd Cyclic Numbers. Дата обращения: 11 апреля 2017. Архивировано 10 июня 2017 года.
2. ↑  Szele, 1947, с. 265–67.
3. ↑  Если квадрат некоторого простого числа p2 делит n, то из формулы для φ ясно, что p является общим делителем n и φ(n).